# Homogenia dysderci
Homogenia dysderci là một loài ruồi trong họ Tachinidae.